# Giải Louis Delluc
Giải Louis Delluc là một giải lâu đời của điện ảnh Pháp dành cho các phim được Ban giám khảo bầu chọn là hay nhất trong năm. Để so sánh, người ta thường gọi giải này là Giải Goncourt của điện ảnh.

## Lịch sử
Giải này được Maurice Bessy và Marcel Idzkowski thành lập từ năm 1937, đặt theo tên Louis Delluc (1890-1924), nhà báo người Pháp đầu tiên chuyên môn viết về điện ảnh và là người sáng lập ra các câu lạc bộ ciné-club.
Giải được trao hàng năm vào ngày thứ Năm tuần lễ thứ hai của tháng 12 cho các phim Pháp hay nhất được sản xuất và chiếu trong năm đó. Có vài trường hợp, giải được trao cho một phim mới sản xuất nhưng chưa ra mắt công chúng, như năm 1958 trao giải cho phim Moi, un noir mãi tới tháng 3 năm 1960 mới công chiếu; năm 1979 cho phim Le Roi et l'oiseau, tới tháng 3 năm sau mới công chiếu; và năm 1982 cho phim Danton, được công chiếu từ tháng 1 năm sau.
Ban giám khảo gồm khoảng hai chục nhà phê bình phim cùng các nhân vật có uy tín trong ngành điện ảnh, dưới sự chủ tọa của Gilles Jacob, họp và thảo luận tại nhà hàng le Fouquet's ở đại lộ Champs-Élysées, Paris.
Từ năm 1999, đã lập thêm một giải dành cho phim đầu tay hay nhất.
Các người đoạt giải nhiều lần: 
- 3 lần: Alain Resnais (năm 1966, 1993 & 1997)
- 2 lần: Michel Deville (1967, 1988) và Claude Sautet (1969, 1995).

### Các phim và đạo diễn đoạt giải
| - 1937: Les Bas-Fonds của Jean Renoir - 1938: Le Puritain của Jeff Musso - 1939: Quai des brumes của Marcel Carné - 1940: không trao giải - 1941: không trao giải - 1942: không trao giải - 1943: không trao giải - 1944: không trao giải - 1945: Espoir, sierra de Teruel của André Malraux - 1946: La Belle et la Bête của Jean Cocteau - 1947: Paris 1900 của Nicole Védrès - 1948: Les Casse-pieds của Jean Dréville - 1949: Rendez-vous de juillet của Jacques Becker - 1950: Le Journal d'un curé de campagne của Robert Bresson - 1951: không trao giải - 1952: Le Rideau cramoisi của Alexandre Astruc - 1953: Les Vacances de monsieur của Henri-Georges Clouzot - 1955: Les Grandes Manœuvres của René Clair - 1956: Le Ballon rouge của Albert Lamorisse - 1957: Ascenseur pour l'échafaud của Louis Malle - 1958: Moi un noir của Jean Rouch - 1959: On n'enterre pas le dimanche của Michel Drach - 1960: Une aussi longue absence của Henri Colpi - 1961: Un cœur gros comme ça của François Reichenbach - 1962: - L'Immortelle của Alain Robbe-Grillet - Le Soupirant của Pierre Étaix - 1963: Les Parapluies de Cherbourg của Jacques Demy - 1964: Le Bonheur của Agnès Varda - 1965: La Vie de château của Jean-Paul Rappeneau - 1966: La guerre est finie của Alain Resnais - 1967: Benjamin của Michel Deville - 1968: Baisers volés của François Truffaut - 1969: Les Choses de la vie của Claude Sautet - 1970: Le Genou de Claire của Éric Rohmer - 1971: Rendez-vous à Bray của André Delvaux - 1972: État de siège của Costa-Gavras - 1973: L'Horloger de Saint-Paul của Bertrand Tavernier - 1974: La Gifle của Claude Pinoteau - 1975: Cousin, cousine của Jean-Charles Tacchella - 1976: Le Juge Fayard dit Le Shériff của Yves Boisset - 1977: Diabolo menthe của Diane Kurys | - 1978: L'Argent des autres của Christian de Chalonge - 1979: Le Roi et l'oiseau của Paul Grimault - 1980: Un étrange voyage của Alain Cavalier - 1981: Une étrange affaire của Pierre Granier-Deferre - 1982: Danton của Andrzej Wajda - 1983: À nos amours của Maurice Pialat - 1984: La Diagonale du fou của Richard Dembo - 1985: L'Effrontée của Claude Miller - 1986: Mauvais Sang của Léos Carax - 1987: - Soigne ta droite của Jean-Luc Godard - Au revoir les enfants của Louis Malle - 1988: La Lectrice của Michel Deville - 1989: Un monde sans pitié của Éric Rochant - 1990: - Le Petit Criminel của Jacques Doillon - le Mari de la coiffeuse của Patrice Leconte - 1991: Tous les matins du monde của Alain Corneau - 1992: Le petit prince a dit của Christine Pascal - 1993: Smoking / No Smoking của Alain Resnais - 1994: Les Roseaux sauvages của André Téchiné - 1995: Nelly et M. Arnaud của Claude Sautet - 1996: Y aura-t-il de la neige à Noël? của Sandrine Veysset - 1997: - On connaît la chanson của Alain Resnais - Marius et Jeannette của Robert Guédiguian - 1998: L'Ennui của Cédric Kahn - 1999: Adieu, plancher des vaches ! của Otar Iosseliani - 2000: Merci pour le chocolat của Claude Chabrol - 2001: Intimité của Patrice Chéreau - 2002: Être et avoir của Nicolas Philibert - 2003: - Phim bộ ba Un couple épatant / Cavale / Après la vie của Lucas Belvaux - les Sentiments của Noémie Lvovsky - 2004: Rois et reine của Arnaud Desplechin - 2005: Les Amants réguliers của Philippe Garrel - 2006: Lady Chatterley của Pascale Ferran - 2007: La Graine et le Mulet của Abdellatif Kechiche - 2008: La Vie moderne của Raymond Depardon - 2009: Un prophète của Jacques Audiard - 2010: Mystères de Lisbonne của Raoul Ruiz - 2011: Le Havre của Aki Kaurismäki - 2012: Les Adieux à la reine của Benoît Jacquot |

### Giải Louis-Delluc cho phim đầu tay
- 1999: Voyages của Emmanuel Finkiel
- 2000: Ressources humaines của Laurent Cantet
- 2001: Toutes les nuits của Eugène Green
- 2002: Wesh wesh, qu'est-ce qui se passe ? của Rabah Ameur-Zaïmeche
- 2003: Il est plus facile pour un chameau... của Valeria Bruni-Tedeschi & Gilles Porte
- 2005: Douches froides của Antony Cordier
- 2006: Le Pressentiment của Jean-Pierre Darroussin
- 2007: đồng hạng: Naissance des pieuvres của Céline Sciamma và Tout est pardonné của Mia Hansen-Løve
- 2008: L'Apprenti của Samuel Collardey
- 2009: Qu'un seul tienne et les autres suivront của Léa Fehner
- 2010: Belle Épine của Rebecca Zlotowski
- 2011: Donoma của Djinn Carrenard
- 2012: Louise Wimmer của Cyril Mennegun

### Ban giám khảo đầu tiên năm 1937
- Marcel Achard,
- Georges Altman,
- Claude Aveline,
- Maurice Bessy,
- Pierre Bost,
- Odile Cambier,
- Suzanne Chantal,
- Louis Cheronnet,
- Émile Cerquant,
- Georges Charensol,
- Georges Cravenne,
- Benjamin Fainsilber,
- Nino Frank,
- Paul Gilson,
- Paul Gordeaux,
- Pierre Humbourg,
- Marcel Idzkowski,
- Henri Jeanson,
- André Le Bret,
- Roger Lesbats,
- Pierre Ogouz,
- Roger Régent
- Jean Vidal.